# Dhajala
Dhajala — метеорит-хондрит масою 45000 грам.